# Belgische wetgevende verkiezingen 1854
Gedeeltelijke verkiezingen voor de Kamer van Volksvertegenwoordigers vonden plaats in België op dinsdag 13 juni 1854. 54 van de 108 volksvertegenwoordigers werden regulier herverkozen, namelijk de zetels in de provincies Antwerpen, Brabant, Luxemburg, Namen en West-Vlaanderen. 
De katholieken gingen er in totaal drie zetels op vooruit, waardoor beide partijen even groot werden in de Kamer van volksvertegenwoordigers.
In Marche werd liberaal Henri Orban-Francotte verkozen, maar zijn verkiezing werd na klachten ongeldig verklaard en de zittende katholieke Théodore Jacques raakte alsnog herverkozen.

## Verkozenen
- Kamer van volksvertegenwoordigers (samenstelling 1852-1856)